# Cervantes – Der Abenteurer des Königs
Cervantes – Der Abenteurer des Königs ist ein Abenteuerfilm aus dem Jahr 1967, der in spanisch-französisch-italienischer Co-Produktion entstand. Regisseur Vincent Sherman inszenierte eine Biografie des spanischen Nationaldichters Miguel de Cervantes (1547–1616). Das Drehbuch basiert auf dem Roman Cervantes von Bruno Frank, der 1934 veröffentlicht wurde.

## Handlung
Im 16. Jahrhundert entsendet Papst Pius IV. Kardinal Acquaviva und dessen Assistenten Miguel de Cervantes zum spanischen Königshof in Madrid. Der Papst erhofft sich Unterstützung von König Philipp II. im Kampf gegen die Mauren. Der König sagt Hilfe zu und verspricht, Truppen für die Heilige Liga bereitzustellen.
Der junge und enthusiastische Cervantes erhält bei seiner Rückkehr in Rom gleich den nächsten Auftrag. Er soll den arabischen Gesandten Hassam Bey begleiten. Trotz ihrer unterschiedlichen Kultur und Ansichten entsteht zwischen Cervantes und Hassam eine Freundschaft. Als Cervantes erfährt, dass Hassam während seiner Verhandlungen von Acquaviva betrogen worden ist, kündigt er seinen Dienst auf. Zur gleichen Zeit lernt er die Kurtisane Giulia kennen und verliebt sich in sie. Giulia muss jedoch auf Grund eines Erlasses des Papstes, der die Prostituierten aus Rom abschieben will, die Stadt verlassen.
Cervantes schließt sich seinem Bruder Rodrigo an und nimmt an der Seeschlacht von Lepanto teil. Er wird verwundet und wird ins Lazarett von Messina geschafft, wo er Giulia wiedersieht. Der für seinen Mut geehrte Cervantes reist nach seiner Genesung nach Rom. Das Schiff wird von arabischen Piraten geentert und Cervantes und Rodrigo als Gefangene nach Algier gebracht. Cervantes wird gefoltert, danach soll er mit seinem Bruder in den Minen arbeiten.
Als Hassam Gouverneur von Algier wird, werden Cervantes und Rodrigo freigelassen. Die beiden wollen die christlichen Sklaven befreien, doch der von ihnen angezettelte Aufstand schlägt fehl. Die Brüder sollen hingerichtet werden. Vor der Exekution werden sie unerwarteterweise freigekauft und können nach Spanien zurückkehren.

## Kritik
Das Lexikon des internationalen Films schrieb: „Sorgfältig inszeniert und in erster Linie an der Ausmalung der Seeschlacht von Lepanto interessiert, lässt der Film über weite Strecken historische Genauigkeit vermissen.“
Die Filmzeitschrift Cinema bezeichnete den Film als „unrealistische[n] Schlacht-Schinken.“
Der Evangelische Filmbeobachter beanstandet zwar, dass der Film für unter 16-Jährige ein paar zu brutale Szenen enthalte, resümiert aber, dass es sich um einen sympathischen, empfehlenswerten Abenteuerfilm über die Jugend des Verfassers von „Don Quichotte“ handle.

## Hintergrund
Der 1966 gedrehte Film wurde am 3. November 1967 in Italien uraufgeführt. In Deutschland erschien er erstmals am 9. Februar 1968 in den Kinos.
Gedreht wurde in Spanien, u. a. in Alcalá de Henares, Cartagena, Granada, Segovia, Toledo, Dénia, La Mancha, Mar Menor und Mojácar sowie in Rom.
In weiteren Rollen sind Antonio Casas, Ángel del Pozo, Ricardo Palacios, José Jaspe, George Rigaud und Fernando Hilbeck zu sehen. Für Vincent Sherman war es die letzte Regiearbeit an einem Kinofilm.